# Ксифідрія строката
Ксифідрія строката (Xiphydria picta) — вид комах з родини Xiphydriidae.

## Морфологічні ознаки
Тіло чорне із світлим малюнком. Довжина тіла — 11-15 мм.

## Поширення
Європа, Кавказ.
В Україні — у Львівській, Тернопільській обл. та у Криму.

## Особливості біології
Літ імаго спостерігається влітку. Личинки — у деревині великих гілок і стовбурах ослабленої вільхи.

## Загрози та охорона
Охороняється у складі ентомокомплексів Кримського БЗ.